# Blahodatne (raïon de Donetsk)
Pour les articles homonymes, voir Blahodatne.
Blahodatne (ukrainien : Благодатне, russe : Благодатное), ou Voïkovo (Войково) est une commune urbaine de l'oblast de Donetsk, en Ukraine. Ce petit village dépend du conseil de communes de Khartsyzsk. Cette petite localité compte 37 habitants en 2021. Son nouveau nom institué en 2016 par le gouvernement central de Kiev n'est pas reconnu par les autorités de la république populaire de Donetsk qui administrent la zone et par conséquent continuent de nommer le village Voïkovo.